# Andrei Glanzmann
Andrei Glanzmann (n. 27 martie 1907 în Epenes, Austro-Ungaria - 23 iunie 1988) a fost un fotbalist și antrenor român, care a jucat pentru CAO Oradea și la echipa națională de fotbal a României la Campionatul Mondial de Fotbal din 1930 din Uruguay.